# Carl Hederstierna
Carl Fredrik Wilhelm Hederstierna, född 1 december 1861 i Höreda församling, Jönköpings län, död 17 november 1928 i Storkyrkoförsamlingen, Stockholms stad, var en svensk politiker (högerman), jurist och ämbetsman.
Han var konsultativt statsråd 1906–1911, överståthållare 1911–1912 och 1920–1928, landshövding i Hallands län 1916–1920 och utrikesminister 1923. Han var även en av grundarna till Svenska föreningen för folkbad 1921, samt dess förste ordförande.

## Biografi
Hederstierna tog jur. kand.-examen vid Uppsala universitet 1886. Därefter verkade han inom Svea hovrätt, där han blev assessor 1898, tillförordnad revisionssekreterare 1900 och ordinarie revisionssekreterare 1903. Samma år lämnade han hovrätten för en tjänst som expeditionschef på Sjöförsvarsdepartementet, där han kom att lära känna Arvid Lindman. Denne utsågs 1905 sjöförsvarsminister i Christian Lundebergs regering och därmed Hederstiernas chef, och de två blev mycket goda vänner. Hederstierna återgick 1905 till domarbanan, efter att ha utsetts till justitieråd i Högsta domstolen.
När Lindman blev statsminister och bildade sin första regering 1906 utnämndes Hederstierna till konsultativt statsråd i den nya regeringen. I regeringen ansågs han tillsammans med Hugo Hamilton och Carl Swartz bilda den inre krets, eller så kallade ”överregeringen”, som omgav Arvid Lindman. Efter det för högern negativa utslaget i andrakammarvalet 1911 avgick regeringen.
När Karl Staaff efter valet kunde bilda sin andra regering ansågs Hederstierna vara politiskt opålitlig på grund av sin ställning som politisk rådgivare till kung Gustaf V. Han hade som sådan författat kungens kritiska diktamen till statsrådsprotokollet angående inställandet av pansarbåtsbyggandet. Hederstierna blev då tillförordnad överståthållare för Stockholms stad fram till 1912, samt åter justitieråd från 1915. År 1916 utsågs han till landshövding i Hallands län, och innehade det uppdraget fram till 1920. Han fortsatte dock att agera politiskt, och spelade en viktig roll vid Gustaf V:s konstitutionella utmaning mot Karl Staaff, som kulminerade i borggårdstalet i februari 1914. Hederstierna stödde då biskop Gottfrid Billings kandidatur till statsministerposten. Han rådde kungen att i andra hand vända sig till Hjalmar Hammarskjöld. 
Han var som riksdagsman ledamot av andra kammaren 1918–1921 och första kammaren 1922–1928. Där hade han en viktig roll inom utskottsarbetet, och talade 1920 som ensam högerman inom Lantmanna- och borgarpartiet för ett svenskt inträde i Nationernas förbund. Han motiverade sin hållning med åsikten att NF kunde erbjuda ett skydd mot det kommunistiska Sovjetryssland. År 1920 utsågs han på nytt till överståthållare i Stockholm.
1923 blev Hederstierna, efter en lång karriär inom den statliga ämbetsmannavärlden, utrikesminister i Ernst Tryggers regering. Han fick emellertid hastigt avgå efter att han i ett lunchtal inför tidningsutgivareföreningen framkastat tanken på ett försvarsförbund mellan Sverige och Finland. Han hade dock i talet erkänt att det var hans personliga övertygelse och att tiden var ej mogen för ett realiserande av detta framtidsmål. Före sin tankegång i detta tal hade han informerat kungen och trodde sig även ha fått Tryggers sanktion. Han fick till slut avgå, då bland andra Birger Ekeberg hade tryckt på för hans avgång.
Efter sin avgång från utrikesministerposten fortsatte Hederstierna som överståthållare fram till sin död. Han gjorde där en viktig insats inom skötseln av huvudstadens inre administration, detta tack vare sin duglighet och beslutsamhet. På grund av sin antikommunism gav han sitt godtagande av den så kallade Munckska kåren, vilket skulle åstadkomma politisk storm efter hans död.

### Privatliv
Carl Hederstierna var son till Fredrik Hederstierna och Elisabeth Lovisa Wilhelmina, född Eckhoff (1831–1910). Han gifte sig 1887 med Augusta Sofia Lovisa von Dardel (1856–1929), dotter till Fritz von Dardel. 
Han avled på hösten 1928 och är begravd på Norra begravningsplatsen i Stockholm.

## Utmärkelser

### Svenska utmärkelser
- Riddare och kommendör av Kungl. Maj:ts orden (Serafimerorden), 16 juni 1928.[5]
- Kommendör med stora korset av Nordstjärneorden, 15 november 1910.[6]
- Kommendör av första klass av Nordstjärneorden, 6 juni 1907.[7]
- Riddare av Nordstjärneorden, 1 december 1903.[7]

### Utländska utmärkelser
- Storkorset av Belgiska Leopoldsorden.[7]
- Storkorset av Finlands Vita Ros’ orden, 1926.[7]
- Storkorset av Nederländska Oranien-Nassauorden, 1922.[7]
- Storkorset av Polska Polonia Restituta.[7]
- Riddare av första klassen av Ryska Sankt Annas orden, 1908.[7]
- Storkorset av Spanska Karl III:s orden, 1914.[7]